# Теракт в Оклахома-Сіті

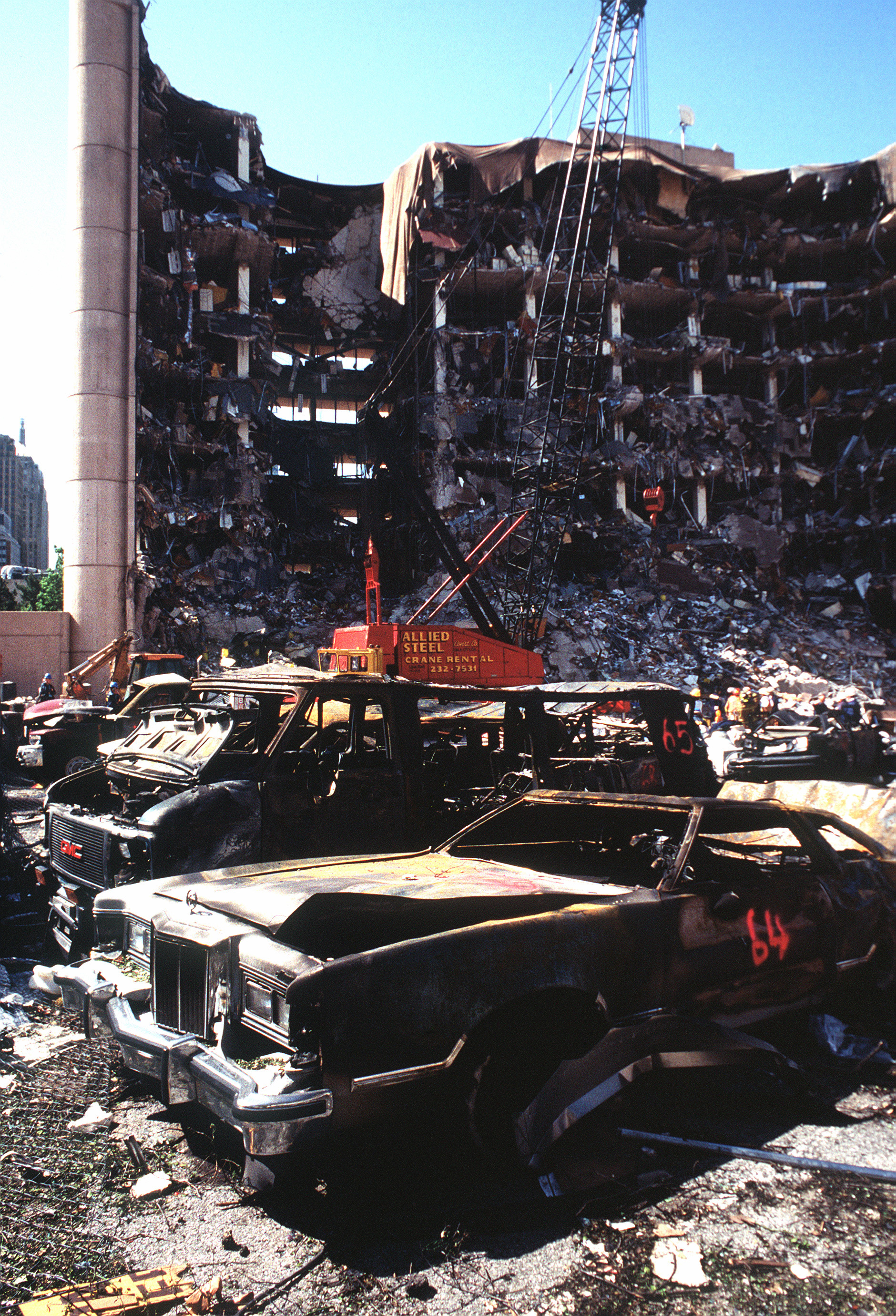
Федеральний будинок ім. Альфреда П. Марри через два дні після теракту

Теракт в Оклахома-Сіті (англ. Oklahoma City bombing) — терористичний акт в Оклахома-Сіті, столиці американського штату Оклахома, 19 квітня 1995 року. Підрив Тімоті Маквеєм начиненої вибуховою речовиною вантажівки біля восьмиповерхової федеральної будівлі ім. Альфреда Марри, де розташовувалися установи федерального уряду призвів до загибелі 168 людей. До терактів 11 вересня 2001 року, теракт у Оклахома-сіті був найстрашнішим в історії США.

## Підґрунтя трагедії
Трагічне завершення протистояння 19 квітня 1993 року між федеральними агентами та сектантами Гілки Давидової у Вейко стало для прихильників руху ополченців та інших парамілітарних об'єднань визначальною подією. Загибель у вогні 76 сектантів, серед них — дітей і жінок, стала для них символом всесилля та тиранії уряду. Колишній військовослужбовець та прихильник руху ополченців Тімоті Маквей звинувачував у трагедії Вейко федеральний уряд, особливо ФБР і Бюро алкоголю, тютюну та вогнепальної зброї (ATF). У центрі Оклахома-Сіті, у восьмиповерховому будинку Альфреда П. Мурра розташовувалося декілька агентств, в тому числі ATF, тому напад на цей будинок Маквей вважав відплатою за участь уряду у загибелі сектантів з Вейко. Разом із представництвами уряду у будинку розташовувалися інші приватні установи, а також дитячий садочок.
Свій терористичний акт Маквей присвятив другій річниці трагедії у Вейко. Він сподівався, що знищення федерального будинку стане початком народної революції проти уряду. У свої плани Маквей посвятив свого товариша Террі Ніколса, теж противника уряду, який допомагав йому здійснити напад. У вересні 1994 року Маквей придбав велику кількість аміачної селітри, яка стала основним інгредієнтом для вибухівки. Маквей і Ніколс придбали також інші інгредієнти для вибухівки, взяли в оренду вантажівку, в яку навантажили більше 2 тонн вибухової суміші.

## Терористичний акт та наслідки

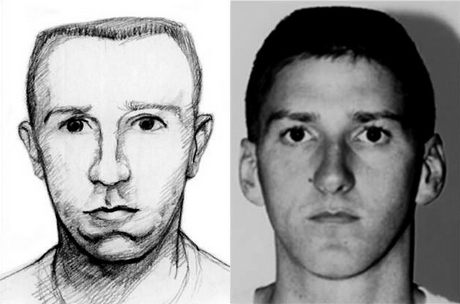
Тімоті Маквей на фотороботі ФБР та після арешту

Свій напад Маквей спланував на ранок 19 квітня 1995 року, коли більшість співробітників уряду вже прибули на робочі місця. Також у цей час почав працювати дитячий садочок на другому поверсі, хоча Маквей стверджував, що не знав про його існування. Залишивши завантажену вибухівкою вантажівку біля будинку Маквей підірвав її о 9:02 ранку. Від вибуху був знищений майже увесь фасад будинку, серйозного пошкодження зазнали всі поверхи не тільки цього, але й сусідніх будинків також. Пошук жертв та поранених серед уламків тривав майже тиждень. Безпосередньо від вибуху та завданих ним травм загинуло загалом 168 осіб, серед них 19 дітей у дитячому садку. Одна людина загинула під час рятувальних робіт.
Через півтори години після вибуху Маквея зупинив співробітник дорожньої поліції спочатку за водіння без номерного знака, але пізніше його заарештували за незаконне зберігання вогнепальної зброї. Коли Маквей перебував під арештом, було виявлено його зв'язок із вибухом біля будинку федерального уряду. Фоторобот підозрюваного був схожий на Маквея, серед його речей знайшли інші докази, які пов'язували його з вантажівкою та купівлею вибухових речовин, використаних у злочині. Після тривалого слідства та судового процесу 3 червня 1997 року Тімоті Маквея визнали винним у вбивстві та скоєнні терористичного акту. 15 серпня 1997 року суд засудив його до смертної кари. 11 червня 2001 року Маквея стратили шляхом смертельної ін'єкції.
Спільника Маквея Террі Ніколса заарештували через два дні після вибуху. 24 грудня 1997 року суд присяжних визнав Ніколса винним і засудив його до довічного ув'язнення. Третій спільник, Майкл Форте співпрацював зі слідством, але за свою роль у змові отримав 12 років тюрми. Залишки будинку Федерального уряду були знесені 23 травня 1995 року. У 2000 році на місці будинку був побудований меморіал жертвам цього теракту.

## Значення

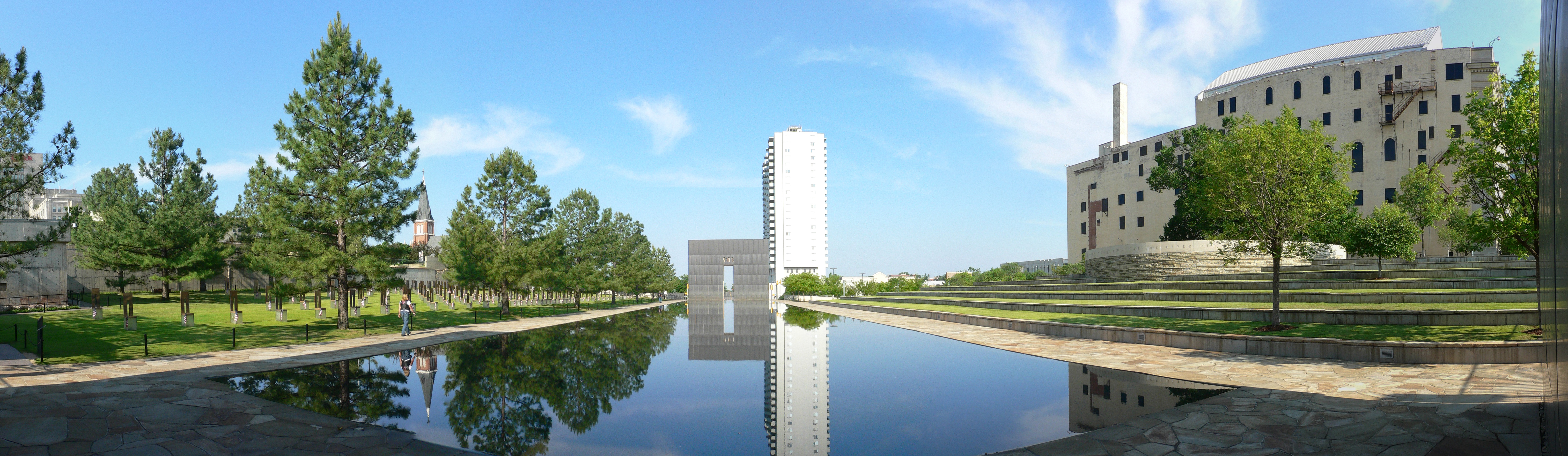
Меморіал загиблим в Оклахома-Сіті

До терактів 11 вересня 2001 року теракт в Оклахома-сіті вважався найстрашнішим в американській історії. Після вибуху в Оклахома-Сіті продавці сільськогосподарських міндобрив у декількох штатах країни були зобов'язані вести облік усіх, хто купує велику кількість речовин, які могли б бути використані у вибухівках. Вперше за багато років підозрюваними у скоєнні терористичних актів на американській території стали не іноземні громадяни, а представники місцевих парамілітарних угруповань та руху ополченців. Після цього теракту наміри та дії парамілітарних об'єднань потрапили під посилений контроль федеральних агентств, зокрема ФБР: після подій в Оклахомі та терактів 11 вересня їх кількість значно знизилася.